# Australia China Relations Institute
Das Australia China Relations Institute, ACRI, ist eine Denkfabrik und eine regierungsnahe Organisation zur Erforschung, Förderung und weiteren Entwicklung der sino-australischen Beziehungen, vorrangig in wissenschaftlicher und wirtschaftlicher Hinsicht. Ihre Tätigkeit umfasst alle einschlägigen Bereiche des sozialen Lebens, der Kultur und der Diplomatie im Verkehr zwischen Australien und der Volksrepublik China.

## Gründung und Sitz
Das ACRI nahm im Dezember 2013 den Betrieb auf; am 16. Mai 2014 fand der Gründungsakt statt, unter Teilnahme und mit Reden von der australischen Außenministerin Julie Bishop und chinesischem Botschafter Ma Zhaoxu. Sein Vorsitzender ist der frühere australische Außenminister Bob Carr, sein Stellvertreter ist James Laurenceson, bis dahin apl. Professor (Senior lecturer) für Wirtschaft an der Universität Queensland. Der Sitz des ACRI ist die Technische Universität Sydney.

## Ziele
Nach Laurenceson hat die Institution ihre Aufgabe im Bereich der Völkerverständigung:

„Welche Chancen und Herausforderungen ergeben sich daraus, dass 500 Millionen Chinesen bis zum Jahr 2021 in die Mittelklasse aufsteigen werden? Dieser historisch bedeutsame Anstieg wird weitreichende Folgen für Australien haben, vom Bergbau über den Dienstleistungssektor bis hin zur Landwirtschaft“

Unter anderem fordert die australische Tourismusbranche von ihrer Regierung eine deutliche Erhöhung der Zahl der Visa für Staatsangehörige der Volksrepublik China.
Am 19. November 2014 unterzeichneten die beiden Staaten ein Freihandelsabkommen. In Australien leben oder arbeiten eine Million Menschen chinesischer Nationalität oder Abstammung.
Bob Hawke, langjähriger Premierminister Australiens, bewertete das Abkommen und sein politisches Umfeld wie folgt:

„Wir beginnen gerade erst, das Ausmaß der politischen und wirtschaftlichen Macht Chinas zu erfassen, seine weitreichenden Ziele zu verstehen und uns mit seinen vielschichtigen Eigenschaften angemessen auseinanderzusetzen“

Huang Xiangmo, Präsident der australischen Yuhu-Wirtschaftsgruppe und seit langem ein Förderer der Labour Party, gab eine Spende von 1,8 Millionen AU$ an die Technische Universität zum Aufbau des Instituts. Ein weiterer Stifter war der chinesische Unternehmer Zhou Chulong.

## Wissenschafts-Kooperation
Die Technische Universität Sydney unterzeichnete 2013, zugleich mit der Planung des Instituts, Kooperationsverträge mit der Sun-Yat-sen-Universität (Guangdong), SYSU, und mit der Jiaotong-Universität Shanghai 上海交通大学 (Shanghai Jiao Tong University), SJTU, zum Austausch von wissenschaftlichem Personal und Studierenden, mit letzterer im Rahmen des „Australian Technology Network“. Das Programm mit der SJTU hatte als Startpunkt eine Einladung an zwei Studenten Chinas, welche einen in beiden Ländern anerkannten Doktorgrad (dual doctoral degree) im Bereich der Informatik ablegen werden und für ihren Aufenthalt in Sydney ein Forschungs-Stipendium erhalten.

## Studien
Im November 2014 veröffentlichte ACRI eine Studie mit Szenarien von chinesisch-japanischen Territorialkonflikten im Chinesischen Meer und australischen Verpflichtungen aus dem ANZUS-Abkommen.
gab eine Meinungsumfrage zur Haltung von Australiern im Falle eines Krieges zwischen Japan und China in Auftrag. Die Umfrage im Dezember 2014 ergab, dass 71 % sich eine „neutrale“ Position wünschen, 15 % sagen Australien sollte die USA und Japan unterstützen und 4 % sagen Australien sollte China unterstützen.